# Christopher Chapman
Pour les articles homonymes, voir Chapman.
Christopher Chapman, né le 24 janvier 1927 à Toronto (Ontario) et mort le 24 octobre 2015 à Uxbridge (Ontario), est un réalisateur, directeur de la photographie, monteur et producteur canadien.

## Filmographie
Comme réalisateur
- 1963 : Lewis Mumford on the City, Part 3: The City and Its Region
- 1963 : Lewis Mumford on the City, Part 2: The City - Cars or People?
- 1963 : Lewis Mumford on the City, Part 1: The City - Heaven and Hell
- 1964 : The Persistent Seed
- 1964 : Magic Molecule
- 1967 : A Place to Stand
- 1976 : A Sense of Humus
- 1981 : Kelly

Comme directeur de la photographie
- 1963 : Lewis Mumford on the City, Part 3: The City and Its Region
- 1963 : Lewis Mumford on the City, Part 2: The City - Cars or People?
- 1963 : Lewis Mumford on the City, Part 1: The City - Heaven and Hell
- 1963 : The Enduring Wilderness
- 1964 : The Persistent Seed
- 1964 : Magic Molecule
- 1967 : A Place to Stand
- 1976 : A Sense of Humus

Comme monteur
- 1964 : The Persistent Seed
- 1967 : A Place to Stand
- 1976 : A Sense of Humus

Comme producteur
- 1967 : A Place to Stand